# PFK CSKA Moskva
PFK CSKA je nogometni dio sportskog društva CSKA Moskva, čiji je u svijetu zasigurno najpoznatiji dio. Osnovan je 1911. godine, a domaće utakmice igra na stadionima Lužnjiki i VEB Areni.
Jedan je jedan od najjačih i najpopularnijih ruskih klubova, a njegovi tradicionalni protivnici su gradski suparnici Spartak, Dinamo, Lokomotiv i Torpedo, a od nemoskovskih klubova Zenit iz Petrograda.
CSKA je i u bivšem Sovjetskom Savezu igrao važnu ulogu i bio višestruki prvak, a njegovi najjači protivnici iz ostalih dijelova SSSR-a bili su ukrajinski Dinamo iz Kijeva te gruzijski Dinamo iz Tbilisija. CSKA je pobjednik Kupa UEFA u sezoni 2004./05., čime je postao prvi ruski klub koji je osvojio neki europski kup.

## Nadimak
Odmah u početku rada, klub je dobio nadimak Кони (konji), jer su igrači bili dodijeljeni konjaničkim postrojbama.

## Uspjesi

### Domaći uspjesi
Rusko prvenstvo:
- Prvak (6): 2003., 2005., 2006., 2012./13., 2013./14., 2015./16.

Sovjetsko prvenstvo:
- Prvak (7): 1946., 1947., 1948., 1950., 1951., 1970., 1991.

Ruski kup:
- Prvak (9):  2001./02., 2004./05., 2005./06., 2007./08., 2008./09., 2010./11., 2012./13., 2022./23., 2024./25.

Sovjetski kup:
- Prvak (5): 1945., 1948., 1951., 1955., 1990./91.

Ruski superkup:
- Prvak (7): 2004., 2006., 2007., 2009., 2013., 2014., 2018.

### Europski uspjesi
Kup UEFA:
- Prvak (1): 2004./05.

| 2004./05. | CSKA | 3:1 | Sporting CP |

UEFA Superkup:
- Finalist (1): 2005.

| 2005. | CSKA | 1:3 | Liverpool |

## Poveznice
- CSKA (sportsko društvo)
- CSKA (košarka)
- CSKA (hokej na ledu)

## Vanjske poveznice
- Službena stranica (engl.) (rus.)

### Ostali projekti
|  | Zajednički poslužitelj ima još gradiva o temi PFK CSKA Moskva |